# Lunik Point
Der Lunik Point (englisch; russisch Мыс Лунник Mys Lunnik) ist eine eisbedecktes Landspitze an der Oates-Küste des ostantarktischen Viktorialands. Sie liegt etwa 5 km nordöstlich des Mount Dergach am Westufer der Ob’ Bay.
Fotografiert und kartiert wurde es von Teilnehmern der 2. Sowjetischen Antarktisexpedition (1956–1958) fotografierten und kartierten sie. Sie benannten die Landspitze nach den ersten sowjetischen Mondsonden (siehe Lunik-Mission). Das Advisory Committee on Antarctic Names übertrug diese Benennung 1964 ins Englische.